# Идентитет (часопис)
Независни магазин Идентитет (краће: Идентитет) је месечни часопис који обрађује друштвено-политичке теме важне за развој цивилног и грађански одговорног друштва, које штити и развија људска права и права појединца.
Идентитет издаје Српски демократски форум, излази од маја 1996. године, има тираж од 5000 комада, те се дистрибуира бесплатно.
Један од оснивача магазина је Милорад Пуповац, а магазин је назван по његовој идеји.
Посебну важност придаје питањима везаним за јачање идентитета и културне аутономије Срба у Хрватској, општој мањинској проблематици, те изградњи односа у региону. Уређивачка концепција се базира на темама које промовишу владавину права, социјалну правду и грађанску равноправност - заговарајући друштво у којем нема алибија за појаве било којег облика дискриминације и нетолеранције.
Идентитет је људско-правашки јавни простор, отворен за ставове и мишљења свих који желе да допринесу демократској консолидацији и европеизацији хрватског друштва. Идентитет пише о појавама у друштву критички и полемички, без компромиса и фаворизовања, будући да интересно и финансијски не зависи од било које политичке групације или финансијског центра моћи. Саговорници часописа, те аутори који пишу у њему су истакнути новинари, стручњаци, активисти цивилног друштва, хуманисти и најистакнутији заговорници стварања демократског и праведног друштва у Хрватској и региону.

## Уредници
1. Борис Рашета (од броја 1 до броја 31)
2. Чедомир Вишњић (од броја 32 до броја 41)
3. Милка Љубичић (од броја 42 до броја 47)
4. Милорад Бошњак (од броја 48 до броја 54)
5. Чедомир Вишњић (од броја 55 до броја 69)
6. Љубо Манојловић (од броја 70 до броја 95)
7. Игор Палија (од броја 96)